# Cappella della Santissima Trinità (Arco, Italia)
La cappella della Santissima Trinità è una cappella sussidiaria a Bolognano, frazione di Arco in Trentino. Fa parte della zona pastorale di Riva e Ledro dell'arcidiocesi di Trento e risale al XVI secolo.

## Storia

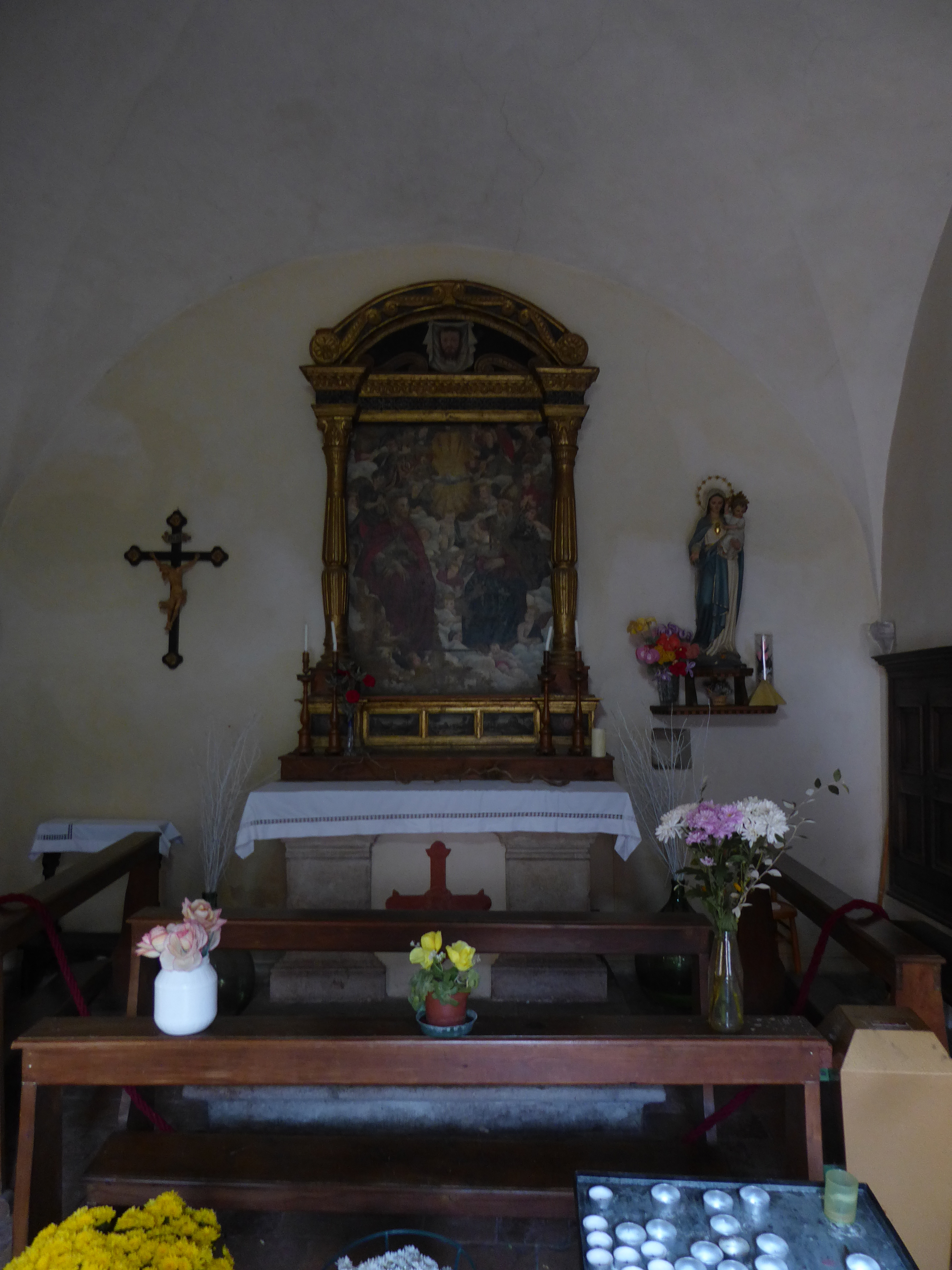
Interno con altare in legno del XVI secolo

La cappella venne eretta alla metà del XVI secolo e nel 1551 fu dotata di un portico. In quei primi anni gli interni vennero decorati ad affresco che in seguito furono sbiancati.
Nel 1613 le disposizioni manifestate nel corso di una visita pastorale indicarono che tutti gli interni venissero scrostati e ritinteggiati.
Alla fine del XVII secolo una nuova visita pastorale ritornò sul tema e decise che oltre alla tinteggiatura delle pareri interne andasse anche ristrutturata la copertura del tetto.
All'inizio del secolo successivo un'altra visita pastorale puntò l'attenzione sul degrado prodotto dalle infiltrazioni di umidità e dispose per misure adatte alla sua eliminazione e per una nuova tinteggiatura. Lo stesso problema si pose poi nella prima metà del XIX secolo, e si individuò nella prossimità con altri edifici una causa delle infiltrazioni di acqua nella piccola chiesa. Un ultimo ciclo di ristrutturazione conservativa è stato realizzato nel biennio 1990-1991. La cappella è stata interessata da interventi sulla copertura del tetto e sugli intonaci.

## Descrizione

### Esterni
La cappella si trova nel nucleo più antico della frazione di Bolognano, nella sua parte nord-orientale, addossata a un edificio di abitazione civile. La facciata a capanna con due spioventi è caratterizzata dal portale architravato affiancato da due finestre rettangolari basse e sormontato, in asse, dall'oculo. La copertura del tetto è in coppi e metallo. Il piccolo campanile a vela si alza sulla parte destra della struttura, rientrando nell'edificio confinante e sporgendo da questo.

### Interni
La navata interna è unica e di dimensioni limitate. L'altare maggiore in legno risale al 1591.